# Patricio Tabarez
Patricio Tabarez (Presidente Derqui, Buenos Aires, Argentina, 26 de junio de 1991) es un basquetbolista argentino que se desempeña como alero en Independiente de Oliva de la Liga Nacional de Básquet de Argentina.

## Trayectoria

### Clubes
| Club                   | País      | Año             |
| ---------------------- | --------- | --------------- |
| Boca                   | Argentina | 2008 - 2009     |
| Los Indios             | Argentina | 2009 - 2010     |
| Olímpico               | Argentina | 2010 - 2011     |
| Ciudad de Bragado      | Argentina | 2011 - 2013     |
| Tomás de Rocamora      | Argentina | 2013 - 2014     |
| Obras Basket           | Argentina | 2014 - 2016     |
| Unión                  | Argentina | 2016 - 2017     |
| Hispano Americano      | Argentina | 2017 - 2019     |
| Peñarol                | Argentina | 2019 - 2020     |
| Regatas Corrientes     | Argentina | 2020 - 2021     |
| Presidente Derqui      | Argentina | 2021            |
| La Unión de Formosa    | Argentina | 2021 - 2022     |
| Olímpico               | Argentina | 2022 - 2024     |
| Quimsa                 | Argentina | 2024 - 2025     |
| Independiente de Oliva | Argentina | 2025 - Presente |